# Toshihide Matsui
Toshihide Matsui (nacido el 19 de abril de 1978) es un tenista profesional japonés. Nació en la ciudad de Osaka. 

## Carrera
Su mejor ranking individual es el N.º 261 alcanzado el 12 de junio de 2006, mientras que en dobles logró la posición 128 el 7 de septiembre de 2023.
Hasta el momento ha obtenido 4 títulos de la categoría ATP Challenger Series, siendo todos en la modalidad de dobles. También ha ganado varios títulos futures tanto en individuales como en dobles.

## Vida personal
Basado en Kashiwa, Matsui habla japonés e inglés con fluidez. En 2010, se casó con un extenista profesional Tomoyo Takagishi, tienen 2 hijos.

## Récords
| Descripción | Récord                               | Jugadores emparejados                                            |
| Campeonatos | Campeonatos                          | Campeonatos                                                      |
| --- | ------------------------------------ | ---------------------------------------------------------------- |
| Actual jugador activo de mayor edad en ATP Tour en individuales                                                          | Nacido el 19 de abril de 1978        | Estar solo                                                       |
| El jugador de mayor edad en la historia de la Copa ATP jugó un partido                                                   | 42 años 9 meses 18 días              | Estar solo                                                       |
| El jugador japonés de mayor edad en ganar un título de campeonato nacional japonés en cualquier categoría                | 43 años 6 meses 19 días              | Estar solo                                                       |
| La mayoría de los años entre el primer y el último título en campeonatos nacionales japoneses (en todas las categorías)  | 16 años (Dobles masculino 2005,2021) | Atado con Tamio Abe (Dobles masculinos 1922, Dobles mixtos 1938) |
| Más años entre el primer y el último título en los campeonatos nacionales japoneses en la categoría de dobles masculinos | 16 años (2005,2021)                  | Estar solo                                                       |
| Más años entre la primera y la última final en los campeonatos nacionales japoneses en la categoría de dobles masculinos | 16 años (2005,2021)                  | Estar solo                                                       |
| El lapso más largo entre 2 títulos en campeonatos nacionales japoneses en la categoría de dobles masculinos              | 12 años (2009,2021)                  | Estar solo                                                       |

### Copa Davis
Desde el año 2006 es participante del Equipo de Copa Davis de Japón. Tiene en esta competición un récord total de partidos ganados/perdidos de 4/1 (2/0 en individuales y 2/1 en dobles).

## Títulos; 4 (0 + 4)
| Leyenda                     | Individuales | Dobles |
| --------------------------- | ------------ | ------ |
| Grand Slam                  | 0            | 0      |
| ATP World Tour Finals       | 0            | 0      |
| ATP World Tour Masters 1000 | 0            | 0      |
| ATP World Tour 500 Series   | 0            | 0      |
| ATP World Tour 250 Series   | 0            | 0      |
| ATP Challenger Series       | 0            | 4      |

### Dobles (4)
| No. | Fecha      | Torneo                | Superficie | Pareja          | Rivales en la final           | Resultado           |
| --- | ---------- | --------------------- | ---------- | --------------- | ----------------------------- | ------------------- |
| 1.  | 14.06.2003 | Challenger de Busan   | Dura       | Michihisa Onoda | Baek Seung-bok Park Seung-kyu | 6–1, 6–3            |
| 2.  | 23.05.2010 | Challenger de Fergana | Dura       | Brendan Evans   | Maoxin Gong Li Zhe            | 3–6, 6–3, [10–8]    |
| 3.  | 05.01.2013 | Challenger de Numea   | Dura       | Samuel Groth    | Artem Sitak Jose Statham      | 7–6(6), 1–6, [10–4] |
| 4.  | 14.07.2013 | Challenger de Pekín   | Dura       | Danai Udomchoke | Mao Xin Gong Ze Zhang         | 4-6, 7-6(6), [10-8] |